# Protium glabrescens
Protium glabrescens är en tvåhjärtbladig växtart som beskrevs av Swart. Protium glabrescens ingår i släktet Protium och familjen Burseraceae. Inga underarter finns listade i Catalogue of Life.